# شيرغيل ماكدونالد
شيرغيل ماكدونالد (بالهولندية: Sherjill MacDonald)‏ (20 نوفمبر 1984 بأمستردام في هولندا - ) هو لاعب كرة قدم هولندي في مركز الهجوم. شارك مع منتخب هولندا تحت 21 سنة لكرة القدم. أما مع النوادي، فقد لعب مع أغوف أبيلدورن وأياكس أمستردام وإف سي آيندهوفن وبيرسخوت إيه سي وسبارتا روتردام وشيكاغو فاير ونادي رويال أندرلخت ونادي فيسترلو ونادي هامبورغ وهيراكليس ألميلو ووست بروميتش ألبيون وK.S.V. Roeselare ‏ ونادي هيرفورد ونادي هارتلبول يونايتد ونادي هامبورغ 2 ‏.

## وصلات خارجية
- شيرغيل ماكدونالد على موقع دوري كوريا الجنوبية (الإنجليزية)
- شيرغيل ماكدونالد على موقع الدوري الأمريكي (الإنجليزية)
- شيرغيل ماكدونالد على موقع قاعدة بيانات كرة القدم.إي يو (الإنجليزية)
- شيرغيل ماكدونالد على موقع بيانات كرة القدم. دي إي (الألمانية)
- شيرغيل ماكدونالد على موقع Soccerbase.com (لاعب) (الإنجليزية)
- شيرغيل ماكدونالد على موقع Soccerway.com (الإنجليزية)
- شيرغيل ماكدونالد على موقع عالم كرة القدم.نت (الإنجليزية)